# Shindong
Đây là một tên người Triều Tiên, họ là Shin.
Shin Dong-hee (tiếng Hàn: 신동희; Hanja: 申東熙, Thân Đông Hi, sinh ngày 28 tháng 9 năm 1985), thường được biết đến với nghệ danh Shindong (tiếng Hàn: 신동; Hanja: 神童, thần đồng), là một nam ca sĩ, rapper, diễn viên, MC và DJ radio người Hàn Quốc, thành viên nhóm nhạc nam Super Junior do SM Entertainment thành lập và quản lý. Anh cũng là thành viên của ba nhóm nhỏ Super Junior-T, Super Junior-Happy và gần đây nhất là Super Junior-L.S.S.

## Tiểu sử - trước khi ra mắt
Shindong, tên khai sinh là Shin Dong Hee, sinh ra tại Suwon, Gyeonggi vào ngày 28 tháng 9 năm 1985. Anh có một người em gái cùng mẹ khác cha tên là Ahn Da Young - vấn đề này đã từng được giữ kín kể từ khi anh ra mắt cho đến tận năm 2011 và trước đó thì ai cũng nghĩ anh là con một, kể cả fan của Super Junior. Do niềm đam mê nhảy của mình, Shindong đã tham gia vào cuộc thi "2002 Goyangsi Youth Dance contest" và giành được giải vàng. Một năm sau, anh lại tham gia cuộc thi và lại dành giải vàng. Năm 2004, Shindong tham dự Mnet "Epi Contest" và giành được Giải vàng cùng với Popularity award cho tiết mục được yêu thích nhất. Năm 2005, Shindong tham dự "SM Best Youth Contest" và giành được giải nhất cho Nghệ sĩ hài xuất sắc nhất. Sau đó, anh đã ký hợp đồng với SM Entertainment để trở thành học viên của công ty và được đào tạo nhằm phát triển thêm kĩ năng nhảy của anh.
Vài tháng sau khi gia nhập công ty, Shindong đã được đặt vào một nhóm nhạc nam với số thành viên đông nhưng sẽ được thay đổi luân phiên có tên là Super Junior 05, là thế hệ đầu tiên của Super Junior. Anh quyết định sử dụng nghệ danh "Shindong" do tên khai sinh của anh là Donghee nghe khá giống tên của thành viên Donghae. "Shindong" được tạo thành từ hai chữ đầu trong họ tên của anh, tạo nên một từ có nghĩa là "Thần đồng".

## Sự nghiệp với Super Junior

### 2005-2006: Ra mắt cùng Super Junior
Shindong ra mắt chính thức cùng 11 thành viên khác của nhóm nhạc dự án Super Junior 05 vào ngày 6 tháng 11 năm 2005 trên chương trình âm nhạc Inkigayo của đài SBS, trình diễn đĩa đơn đầu tay "Twins (Knock Out)". Album ra mắt của nhóm là SuperJunior05 (Twins) đã được phát hành một tháng sau đó vào ngày 5 tháng 12 năm 2005 và đã đứng vị trí thứ #3 trong bảng xếp hạng album tháng 12 của MIAK K-pop.
Vào tháng 3 năm 2006, SM Entertainment bắt đầu tuyển thành viên cho thế hệ Super Junior tiếp theo.Tuy nhiên, kế hoạch thay đổi khi công ty tuyên bố tạm dừng việc hình thành các thế hệ tương lai của Super Junior. Với việc thêm vào thành viên thứ 13 Kyuhyun, nhóm đã từ bỏ hậu tố "05" và trở thành một nhóm chính thức có tên Super Junior. Nhóm mới đã phát hành CD single đầu tiên "U" vào ngày 7 tháng 6 năm 2006, và trở thành đĩa đơn thành công nhất của họ cho đến khi "Sorry, Sorry" được phát hành vào tháng 3 năm 2009.

### 2007 - 2008: Chia vào các nhóm nhỏ
Trong quá trình hoạt động cùng Super Junior, Shindong đã được đặt vào hai nhóm nhỏ. Tháng 2 năm 2007, anh ra mắt cùng nhóm nhỏ chuyên hát nhạc Trot Super Junior-T và phát hành mini-album Rokkugo. Một năm sau, anh lại trở thành thành viên của Super Junior-Happy, mini-album Cooking? Cooking! của nhóm nhỏ này đã được phát hành vào tháng 6 năm 2008.
Tháng 9, 2007, Shindong cùng Super Junior phát hành album phòng thu thứ hai của nhóm là Don't Don. Bài hát chủ đề Don't Don có rất nhiều đoạn rap, và đã được thể hiện bởi Eunhyuk, Shindong, Donghae, Kibum, Leeteuk và Heechul.
Cuối năm 2008, Shindong đã cùng các thành viên Super Junior-T khác phát hành phiên bản tiếng Nhật cho Rokkugo có tên là ROCK&GO, với sự tham gia của bộ đôi nghệ sĩ hài Nhật Bản là Moeyan.

### 2009 đến nay
Trong những album đầu của nhóm, Shindong không được hát nhiều. Và thực sự là trong album ra mắt của nhóm là "SuperJunior05 (Twins)" không hề có giọng hát của anh. Anh vốn chỉ hay đảm nhận những đoạn rap của album cùng với Eunhyuk và Donghae - mà không được nhiều cho lắm. Cho đến tận năm 2011, anh bộc lộ một lý do hóm hỉnh cho việc giảm cân của mình, đó là vì anh đã được nhận nhiều phần hơn trong album vol 5 "Mr. Simple" nên muốn mình trở nên đẹp trai hơn.
Vào ngày 27 tháng 9 năm 2011, Shindong đã cùng với thành viên Yesung và Eunhyuk thay thế cho thành viên đã nhập ngũ Heechul để biểu diễn trên sân khấu Music Bank và Show! Music Core cho đĩa đơn mới nhất của Kim Jang-hoon, "Breakups are So Like Me". Heechul đã cùng Kim Janghoon ghi âm và quay MV cho ca khúc này chỉ 1 ngày trước khi anh bước vào quân ngũ, do đó các thành viên đã thay anh giúp đỡ tiền bối trên sân khấu âm nhạc.
Vào tháng 6 năm 2012, Shindong đã trở lại cùng Super Junior với album thứ sáu của nhóm, Sexy, Free & Single ra mắt ngày 4 tháng 7 năm 2012. Bức hình teaser của Shindong cho album này đã được phát hành vào ngày 24 tháng 6.

## Lĩnh vực khác

### Biên đạo
Shindong là một người có khả năng nhảy tốt nên anh và Eunhyuk đã cùng nhau sáng tạo ra vũ đạo cho nhiều màn trình diễn của nhóm. Hầu hết vũ đạo cho các bài hát quảng bá của Super Junior từ vol 1 SuperJunior05 (Twins) đến đĩa đơn U và vol 2 Don't Don đều do hai người tạo nên. Trong những buổi công diễn của nhóm, anh cũng là một trong những người biên đạo cho các điệu nhảy của các thành viên khác.
Shindong yêu thích lối nhảy đường phố. Ngoài Super Junior, anh còn thành lập hẳn một nhóm nhảy của mình lấy tên là "Shin's Family". Trong thời gian quảng bá cho ca khúc "Oppa, Oppa" của hai thành viên Donghae và Eunhyuk vào tháng 12 năm 2011, Shindong đã cùng với Shin's Family tham gia nhảy phụ họa cho bộ đôi này. Trong chương trình Immortal Song 2 phát sóng ngày 7 tháng 7 năm 2012 với sự tham gia của thành viên cùng nhóm Ryeowook, Shindong đã là nhà biên đạo cho màn trình diễn của Ryeowook, và tham gia nhảy nền cho tiết mục của thành viên này cùng với Eunhyuk và Shin's Family.

### Dẫn chương trình
Chỉ 5 ngày sau khi Super Junior ra mắt, Shindong đã trở thành MC cho chương trình âm nhạc M!Countdown cùng với Leeteuk và Kangin. Cả ba đã cùng dẫn chương trình cho đến cuối năm đó cho đến khi Kangin được thay thế bởi Eunhyuk. Ba thành viên này dẫn chương trình lần cuối tại đây vào ngày 27 tháng 3 năm 2008.
Shindong còn nổi tiếng với vai trò MC và DJ radio cho chương trình "BoBoBo Ai Joa" và "KMTV's Green Apple Sound" của đài MBC, bước đầu tạo nên hình ảnh DJ Shindong. Sau đó, Shindong đã rời Green Apple Sound để dẫn chương trình MBC Shimshimtapa cùng Kim Shin-young.
Từ 2009, Shindong, cùng với Eunhyuk và Leeteuk, trở thành khách mời thường xuyên của chương trình Strong Heart đài SBS, chuyên đảm nhận một phân đoạn đặc biệt của chương trình là Học viện Boom (hay Boom Academy/Boomkigayo), được dẫn đầu bởi nghệ sĩ hài Boom. Vào ngày 28 tháng 3 năm 2012, SM Entertainment thông báo rằng Shindong sẽ rút khỏi chương trình này. Trong chương trình phát sóng ngày 10 tháng 4 năm 2012, cùng với sự thay đổi MC và sự vắng mặt của Shindong, chương trình đã có bước thay đổi mới với sự có mặt của 6 vị khách mời cố định gồm Leeteuk và Eunhyuk, Kim Hyo Jin, Jung Ju Ri và Yang Se Hyung.

#### Dẫn chương trình truyền hình
| Ngày                                         | Tên                                    | Ghi chú                                |
| 10 tháng 11 năm 2005 đến 27 tháng 3 năm 2008 | M.NET M!Countdown                      | cùng Leeteuk, Eunhyuk                  |
| 2007 đến 2009                                | MBC BoBoBo Ai Joa                      | –                                      |
| Tháng 4, 2007 đến 15 tháng 2 năm 2008        | KMTV DJ Green Apple Sound              | –                                      |
| 7 tháng 1 năm 2008 đến 5 tháng 4 năm 2008    | ComedtyTV Unbelievable Outing Season 3 | cùng Super Junior-Happy,               |
| 10 tháng 7 năm 2008 đến 9 tháng 10 năm 2008  | MBC Idol Show Season 1                 | cùng Super Junior-Happy                |
| 5 tháng 9 năm 2009 đến 2010                  | SBS Miracle                            | cùng Eunhyuk, Leeteuk, Sungmin, Kangin |
| 16 tháng 9 năm 2009 đến 2010                 | MBC Lord of the Ring                   | cùng Eunhyuk, Leeteuk                  |

#### Dẫn chương trình radio
| Ngày                       | Tên                                       | Ghi chú                                                   |
| 8 tháng 4 năm 2008 đến nay | MBC Shimshimtapa ("Stop the Boring Time") | cùng Kim Shin-young (sau này là cùng Park Gyuri của Kara) |

### Phim tham gia
Shindong cũng tham gia đóng phim. Sự nghiệp diễn xuất của anh bắt đầu với một vai diễn trong bộ phim "Attack on the Pin-Up Boys" (Tấn công trai đẹp) của Super Junior được công chiếu vào ngày 26 tháng 7 năm 2007. Trong cùng năm, anh cũng tham gia lồng tiếng cho bộ phim "Alvin and the Chipmunks" phiên bản Hàn Quốc. Năm 2008, anh đảm nhiệm một vai phụ trong phim truyền hình dài tập "Single Dad in Love" (Câu chuyện tình yêu) và đồng thời tham gia soundtrack của bộ phim. Anh và người bạn cùng dẫn chương trình radio của mình, Kim Shin Young đã xuất hiện trong một tập bộ phim truyền hình nổi tiếng của đài MBC "Queen of Housewives" (Vợ tôi là số 1).

#### Phim điện ảnh
| Thời gian | Tựa đề                                                   | Vai diễn                          | Ghi chú                              |
| --------- | -------------------------------------------------------- | --------------------------------- | ------------------------------------ |
| 2007      | Attack on the Pin-Up Boys                                | Thành viên nhóm nhảy Ultra Junior | phát hành giới hạn ở Hàn Quốc        |
| 2007      | Alvin and the Chipmunks                                  | Theodore                          | Lồng giọng Tiếng Hàn                 |
| 2010      | Super Show 3 3D                                          | Shindong                          | Phim 3D buổi công diễn               |
| 2012      | I AM. - SM Town Live World Tour in Madison Square Garden | Shindong                          | Phim tài liệu về nghệ sĩ của SM Town |

#### Phim truyền hình
| Thời gian | Tựa đề              | Vai diễn            | Ghi chú                          |
| --------- | ------------------- | ------------------- | -------------------------------- |
| 2008      | Single Dad in Love  | Oh Chil Gu          | -                                |
| 2009      | Queen of Housewives | Diễn viên khách mời | cùng Kim Shinyoung               |
| 2010      | Gia đình yêu thương | Gu Shin-dong        | Diễn viên khách mời (tập 43, 44) |

### Xuất hiện trong các music video
- 2007: "Flight Girl" – Magolpy
- 2011: "Oppa, Oppa" - Super Junior Donghae và Eunhyuk (Phiên bản do Shindong sản xuất)

## Giải thưởng và đề cử
| Năm                      | Giải                                  | Đề cử        | Kết quả   |
| ------------------------ | ------------------------------------- | ------------ | --------- |
| MBC Drama Awards         |                                       |              |           |
| 2009                     | Diễn viên mới xuất sắc                | Shindong     | Đoạt giải |
| SBS Entertainment Awards |                                       |              |           |
| 2010                     | MC mới xuất sắc                       | Strong Heart | Đoạt giải |
| 2011                     | Nghệ sĩ xuất sắc (Talk Show Division) | Strong Heart | Đoạt giải |

## Đời tư
Vào ngày 19 tháng 4 năm 2007, gần hai tháng sau khi Super Junior-T phát hành album "Rokkugo, Shindong đã phải nhập viện sau một tai nạn giao thông nghiêm trọng vào khoảng 2 giờ sáng khi đang trên đường trở về nhà từ chương trình "Super Junior Kiss the Radio'' cùng với 3 thành viên khác của Super Junior là Leeteuk, Eunhyuk và Kyuhyun. Shindong và Eunhyuk chỉ có vài vết thương nhỏ, và đã được xuất viện ngày 23 tháng 4 năm 2007 trong khi Kyuhyun và Leeteuk bị thương nặng[a].
Vào tháng 5 năm 2010, Shindong đã công khai giới thiệu bạn gái cùng với sự phát hành của album thứ 4 Bonamana (một việc vốn được coi là không thể đối với một thần tượng của Hàn Quốc). Anh đã viết bằng mật mã trong phần "Thanks to" của album để bày tỏ tình cảm tới người bạn gái Jung Nari: "Chúng ta kết hôn nhé! Anh sẽ mãi mãi yêu em". Anh cũng đã nói về chuyện kết hôn trên nhiều chương trình khi được hỏi tới, và đã nhận được rất nhiều sự ủng hộ từ phía các fan, thậm chí anh còn cho biết rằng hai bên gia đình đã có buổi gặp mặt. Nhưng cho đến hiện tại thì hai người vẫn chưa tiến hành đám cưới.
Shindong là một người yêu thích công nghệ. Anh đã mở một tiệm cà phê internet 24h, có tên là Shindong’s DraQra PC Castle tại Jamsil-dong thuộc Songpa-gu, Seoul. Anh luôn là thành viên đầu tiên tạo lập một tài khoản trên những trang mạng xã hội và lôi kéo các thành viên khác của nhóm cùng tham gia - hiện nay anh đang có tài khoản Cyworld, blog me2day trên Naver, twitter, facebook, youtube và rất thường xuyên cập nhật chúng. Anh cũng thích khám phá các tính năng và ứng dụng mới của điện thoại, và thường xuyên đăng tải những đoạn clip vui nhộn khi sử dụng các ứng dụng ấy. Anh thích chụp ảnh, anh đã từng đăng lên twitter một hình về bộ máy ảnh của anh gồm rất nhiều loại mà các nhiếp ảnh gia chuyên nghiệp hay dùng. Và anh cũng yêu thích việc sản xuất âm nhạc - anh đã từng khoe trên twitter về phòng chỉnh sửa nhạc mini của riêng anh, và còn đích thân sản xuất một MV cho ca khúc Oppa, Oppa cho hai thành viên cùng nhóm là Donghae và Eunhyuk.
Shindong là sinh viên của Đại học nghệ thuật Baekche. Anh thích làm trò cười và đôi khi tham gia vào những show hài hoặc có những màn trình diễn hài hước tại các show khác. Vì muốn đem đến một hình ảnh mạnh mẽ tới các fan của mình, năm 2008 anh đã ăn kiêng và giảm được 19 kg. Vào đầu năm 2009, Shindong lại giảm thêm 10 kg nữa sau khi Leeteuk phát biểu trong chương trình "Super Junior's Kiss the radio" rằng Shindong sẽ còn giảm nhiều cân hơn nữa vì các fan. Năm 2011, Shindong lại một lần nữa giảm cân cho album mới của nhóm. Trong vòng 3 tuần, anh đã liên tục cập nhật cân nặng của mình lên blog cá nhân và còn tiết lộ thực đơn ăn kiêng của mình, thành công trong việc giảm 15 kg. Cùng với đó, ngay sau khi album "Mr. Simple" ra mắt, anh thậm chí còn đi phẫu thuật mắt từ một mí thành hai mí vì muốn mình trở nên đẹp trai và quyến rũ hơn trong album này. Việc nghệ sĩ Hàn Quốc có người yêu hoặc đi phẫu thuật thẩm mĩ thường sẽ bị các fan phản đối kịch liệt hoặc thậm chí tẩy chay, nhưng Shindong được coi là một trường hợp đặc biệt khi anh đã làm cả hai việc mà vẫn được các fan ủng hộ.
Ngày 12 tháng 11 năm 2021, Shindong đã có kết quả xét nghiệm dương tính với COVID-19. Đến đầu tháng 4 năm 2022, anh lại một lần nữa tái dương tính với chủng virus corona mới, khiến anh không thể đến tham dự buổi fan meeting của nhóm Super Junior ở Nhật Bản. Anh là thành viên duy nhất trong nhóm từng bị dương tính với virus corona hai lần.